# Vartan Manoogian
Vartan Manoogian (Bagdad, 1936 - Valencia, 12 de julio de 2007) fue un violinista y pedagogo musical iraquí, de origen armenio y afincado en los Estados Unidos.
Sus padres abandonaron Turquía durante el genocidio armenio y se instalaron en Irak. Mannogian estudió violín en el Instituto de Artes de Badgad y completó su formación en el Conservatorio de París, donde se graduó con veinticuatro años. Asistió después a clases magistrales de George Enescu en Estados Unidos y fue admitido en la Escuela Juilliard de Nueva York, donde fue alumno de Ivan Galamian.
Su carrera profesional comenzó como ayudante de concertino en la Orquesta de Cámara de Lausanne y, después, como concertino de la Orquesta de la Suisse Romande, dirigida entonces por Ernest Ansermet, director que le influyó mucho y a quien consideraba uno de sus maestros. 
También tocó música de cámara, como miembro de Cuarteto Claremont (con el que estrenó obras de Babbitt y Halffter en la Biblioteca del Congreso de Estados Unidos) y con el Cuarteto Rowe (con el que tocó en el Centro John F. Kennedy para las Artes Escénicas de Washington) en Washington.

## Labor pedagógica
Catedrático de violín de la University of Madison, Wisconsin, USA, hasta su fallecimiento,
Manoogian era profesor del Madeline Island Music Camp de Wisconsin desde la fundación de esta institución en 1986. A partir de 2000 fue también su director artístico. Aparte, Manoogian impartió cursos de interpretación violinística en todo el mundo y era autor de varios libros sobre la técnica de su instrumento. Investigó la vida y los métodos del violinista británico William Henley, a quien consideraba el primer pedagogo del siglo XX en la enseñanza del violín.

## Fallecimiento
Murió de forma repentina en Valencia (España), donde había impartido un curso en el Seminario Internacional de Música (SIM)en el Conservatorio Profesional de Música de Valencia y había dado un concierto. Tenía 71 años.